# Pectiniunguis plusiodontus
Pectiniunguis plusiodontus är en mångfotingart som beskrevs av Carl Graf Attems 1903. Pectiniunguis plusiodontus ingår i släktet Pectiniunguis och familjen småjordkrypare. Inga underarter finns listade i Catalogue of Life.